# MAX Yellow Line
La MAX Yellow Line es un servicio de tren ligero en Portland, Oregon, Estados Unidos, operado por TriMet como parte del sistema MAX Light Rail. Conecta el norte de Portland con el centro de la ciudad de Portland y la Universidad Estatal de Portland (PSU). La línea se origina en Portland Expo Center en el norte y concluye en el sur hasta Rose Quarter a lo largo de un segmento de 5.8 millas (9.3 km), conocido como Interstate MAX. Desde allí, cruza el río Willamette hacia el centro de Portland y opera como un servicio exclusivo en dirección norte del Portland Transit Mall en 6th Avenue. La línea tiene 17 paradas entre el Expo Center y las estaciones PSU South / Southwest 6th y College; de estos, siete paradas ocupan la mediana de North Interstate Avenue, dando a ese segmento su nombre. La Línea Amarilla tiene una duración de aproximadamente 21 horas diarias con un intervalo mínimo de 15 minutos durante la mayor parte del día.
Después de años de intentos fallidos de construir la Línea Sur / Norte entre el condado de Clackamas y el condado de Clark, Washington, los líderes empresariales de Portland y los residentes locales persuadieron a TriMet para que construyera una extensión de tren ligero hacia el norte de Portland en 1999. Como fuente de financiación, la ciudad creó un área de renovación urbana, que desde entonces ha sido acusada de gentrificar los barrios del centro de la ciudad históricamente negros. La línea comenzó a construirse en 2001 y se inauguró el 1 de mayo de 2004, cuatro meses antes de lo previsto. De 2004 a 2009, la Línea Amarilla corrió entre la estación Expo Center en North Portland y las estaciones Library y Galleria en el centro de Portland, compartiendo pistas dentro del centro con la Línea Azul y la Línea Roja. En 2009, TriMet lo desvió al recién reconstruido Portland Transit Mall.
Desde 2015, la Línea Amarilla ha operado como un servicio directo hacia el norte de la Línea Naranja desde la estación PSU South / Southwest 6th y College Station, compartiendo su alineación del centro comercial de tránsito en 6th Avenue con la Línea Verde. Por el contrario, la mayoría de los trenes de la Línea Amarilla en dirección sur, que habían servido a la otra mitad del centro comercial en la Quinta Avenida de 2009 a 2015, operan en la Línea Naranja desde la estación Union Station / Northwest 5th y Glisan Street y terminan en la estación Southeast Park Avenue en Milwaukie. . A partir de septiembre de 2019, la Línea Amarilla es el cuarto servicio más ocupado del sistema MAX, con un promedio de 12,960 pasajeros cada día de la semana.

## Historia

### Proposiciones iniciales
Los planificadores de la ciudad de Portland originalmente concibieron la idea de un servicio ferroviario de pasajeros en el lado norte en 1988 como parte de los planes de Central City y Albina Community de Portland. Estos planes buscaban extender el sistema de tren ligero de la región de dos años de antigüedad llamado MAX (para Metropolitan Area Express) a través del norte de Portland a través del río Columbia y hacia Vancouver y el condado de Clark en Washington a través de rutas potenciales en North Interstate Avenue, Interstate 5 (I-5), o Northeast Martin Luther King Jr. Boulevard (antes Northeast Union Avenue). Como miembros del Comité de Asignaciones del Senado de EE. UU., El senador de Oregon Mark Hatfield y el senador de Washington Brock Adams combinaron estas propuestas con un plan de tren ligero de la ciudad de Portland-Oregon más grande respaldado por el gobierno regional de Metro, para el cual el comité asignó $ 2 millones en 1989. 
Los estudios preliminares de alineación al condado de Clark, incluida una propuesta adicional para una línea entre Vancouver Mall y Clackamas Town Center a lo largo de la I-205, comenzaron poco después. Los planificadores identificaron una ruta de 40 kilómetros (25 millas) desde Hazel Dell a través del centro de Portland hasta Clackamas Town Center en 1994 y nombraron oficialmente la Línea Sur / Norte: 80. El 63 por ciento de los votantes del área de Portland aprobaron $ 475 millones medida de bonos en noviembre para cubrir la parte de Oregon del costo estimado de $ 2.8 mil millones del proyecto. Al otro lado del río, el condado de Clark solicitó un aumento del 0,3 por ciento en los impuestos sobre las ventas y el consumo de vehículos para proporcionar la participación de $ 237,5 millones de Washington, que los votantes rechazaron en un 69 por ciento el 7 de febrero de 1995.
En medio de los temores de que el número de pasajeros no justificaría un segmento del norte de Portland si se excluyera el condado de Clark, TriMet redujo el proyecto y lanzó un segundo plan para construir la línea hasta el Rose Quarter. Aunque apoyados por el gobierno estatal, los opositores del tren ligero forzaron una votación estatal que rechazó la propuesta en noviembre de 1996. En un esfuerzo por recuperar el apoyo de los residentes de North Portland, que históricamente habían votado a favor del tren ligero, TriMet anunció un tercer plan en febrero de 1997 que proponía una línea de 15 millas (24 km) desde Lombard Street en North Portland. al centro de la ciudad de Clackamas. Esta línea habría corrido a lo largo de la mediana de North Interstate Avenue, cruzaría el río Willamette en el Steel Bridge, correría a lo largo del Portland Transit Mall y volvería a cruzar el río en un nuevo tramo corriente arriba (sur) cerca de Caruthers Street. Posteriormente, el Ayuntamiento de Portland trazó un mapa de una alineación más larga a través del norte de Portland que habría terminado la línea otra milla al norte de Lombard Street en Kenton.
En agosto, debido a la redacción de la boleta original aprobada en 1994, que describía la línea que se extendía hasta el condado de Clark, la junta de TriMet eligió reafirmar el apoyo de los votantes mediante la redacción de una nueva medida de bonos de $ 475 millones. Los residentes del área de Portland emitieron su voto el 3 de noviembre de 1998; los que estaban en contra de la medida la derrotaron por un estrecho margen, 52 por ciento contra 48 por ciento. Con la línea Sur / Norte efectivamente cancelada, el tren ligero en Portland Transit Mall y Clackamas Town Center no se construiría hasta 2009 para la Línea Verde.  Gran parte de la mitad sur de la propuesta, desde el centro comercial de tránsito hasta Milwaukie, también permanecería archivada hasta la apertura de la Línea Naranja en 2015.

### Renacimiento y construcción
En 1999, los residentes del norte de Portland y los líderes empresariales de la ciudad instaron a TriMet a reactivar la parte norte de la línea sur / norte pero sin el segmento del condado de Clark, argumentando que el 81 por ciento de los votantes del condado de Multnomah habían querido el tren ligero. TriMet estuvo de acuerdo y desarrolló una propuesta para construir la línea a lo largo de la mediana de North Interstate Avenue, entre el Portland Expo Center y el Rose Quarter. Las reuniones y las encuestas realizadas en junio de ese año determinaron que los lugareños apoyaron abrumadoramente el proyecto, que los organizadores comenzaron a llamar Interstate MAX, siempre que fuera menos costoso que la South / North Line, no desplazara a los residentes de sus hogares. : 83 y no requirió ningún impuesto nuevo.  Posteriormente, el ayuntamiento aprobó esta propuesta. TriMet proyectó el costo de la extensión del tren ligero en $ 350 millones (equivalente a $ 495 millones en dólares de 2018). 
Para construir el Interstate MAX sin la necesidad de una nueva fuente significativa de financiación local, la ciudad creó un distrito de renovación urbana que rodea la alineación, adoptando el plan de renovación urbana del Corredor Interestatal (ICURA) en agosto de 2000. Esto cubrió un área expansiva de 3.744 acres (1.515 ha) dentro de 10 vecindarios y dirigió $ 30 millones en fondos de incremento de impuestos hacia el proyecto.  Alrededor de este tiempo, TriMet y la ciudad también habían completado la financiación de los proyectos Airport MAX y Central City Streetcar sin solicitar ninguna asistencia federal; esto permitió que TriMet los declarara parte del proyecto Interstate MAX, que proporcionó $ 257.5 millones en fondos federales de contrapartida que la Administración Federal de Tránsito aprobó en septiembre.  TriMet y Metro contribuyeron con $ 38,5 millones y $ 24 millones, respectivamente, al saldo restante, procedente de sus propios fondos de transporte general. 
La construcción de la Interstate MAX comenzó en febrero de 2001 con una ceremonia celebrada cerca del Rose Quarter. El trabajo inicial en el cruce de la línea con el Eastside MAX, ubicado cerca del extremo este del Steel Bridge, requirió un cierre de 16 días del segmento Eastside MAX entre Rose Quarter Transit Center y la estación Old Town / Chinatown, durante el cual los autobuses transportaron a los pasajeros entre las dos estaciones. En abril, TriMet contrató a Stacy y Witbeck para colocar pistas entre Rose Quarter y Kenton, y para construir un nuevo paso elevado para vehículos en Lower Albina. Mientras tanto, la agencia adjudicó la sección entre Kenton y el Expo Center, que incluyó la construcción de un puente de doble vía de 1173 m de largo al norte de North Argyle Street,  a F.E. Ward Constructors. El rápido ritmo de construcción, que los trabajadores atribuyeron a las mejoras en la tecnología de construcción de vías y reconstrucción de calles aprendidas de proyectos MAX anteriores, llegó a la mitad en abril de 2002. TriMet marcó este hito con una ceremonia de vertido de concreto en la intersección de la línea con Portland Boulevard.  Los trabajadores completaron las mejoras de carreteras y aceras en noviembre siguiente, seis meses antes de lo previsto.  En agosto de 2003, con la construcción completa en un 80 por ciento aproximadamente, los funcionarios de TriMet anunciaron la apertura prevista de la línea para la primavera siguiente, meses antes del comienzo de septiembre previsto anteriormente. Las pruebas de la línea comenzaron en febrero de 2004 y continuaron hasta la inauguración de la extensión. 

### Apertura y servicio de reajuste
La extensión Interstate MAX se abrió el 1 de mayo de 2004, [44] cuatro meses antes de lo previsto y $ 25 millones por debajo del presupuesto.  TriMet creó un nuevo servicio MAX para la extensión llamado "Línea Amarilla",  que iba desde la estación Expo Center en North Portland hasta las estaciones Library y Galleria en el centro de Portland, dando la vuelta en las vías de la 11th Avenue; Siguió las calles First Avenue y Morrison y Yamhill al entrar en el centro de la ciudad, sirviendo este segmento junto con las líneas Azul y Roja,  y reemplazó la ruta de autobús de TriMet 5-Interestatal.  Más de 20.000 personas asistieron a las celebraciones del día de la inauguración y TriMet ofreció viajes gratuitos durante dos días. La presencia de la línea estimuló la remodelación a lo largo del corredor, incluidas nuevas inversiones de Fred Meyer y New Seasons Market. 
El 30 de agosto de 2009, TriMet desvió la Línea Amarilla para comenzar a dar servicio a las vías del tren ligero agregadas al reconstruido Portland Transit Mall con las estaciones PSU Urban Center como su terminal sur provisional. La agencia había puesto en espera la construcción de la terminal sur de la PSU prevista mientras esperaba que terminaran los proyectos de desarrollo orientados al tránsito en el área. Las estaciones de PSU Sur se abrieron en septiembre de 2012. Tras la finalización del proyecto de tren ligero Portland – Milwaukie, que extendió el servicio MAX a Milwaukie, la Línea Amarilla se interrelacionó parcialmente con la nueva Línea Naranja. TriMet afirmó que separar las líneas le permitiría controlar mejor las frecuencias de servicio desde North Portland y Milwaukie hasta el centro de Portland, ya que esperaba un mayor número de pasajeros a lo largo de la Orange Line. También anticipó que pocos pasajeros de estas comunidades viajarían más allá del centro de la ciudad. La mayoría de los trenes de la Línea Naranja se hicieron cargo posteriormente de la operación del segmento de la Quinta Avenida en dirección sur del centro comercial de tránsito el 12 de septiembre de 2015. 

## Extensión propuesta para el Condado de Clark, Washington

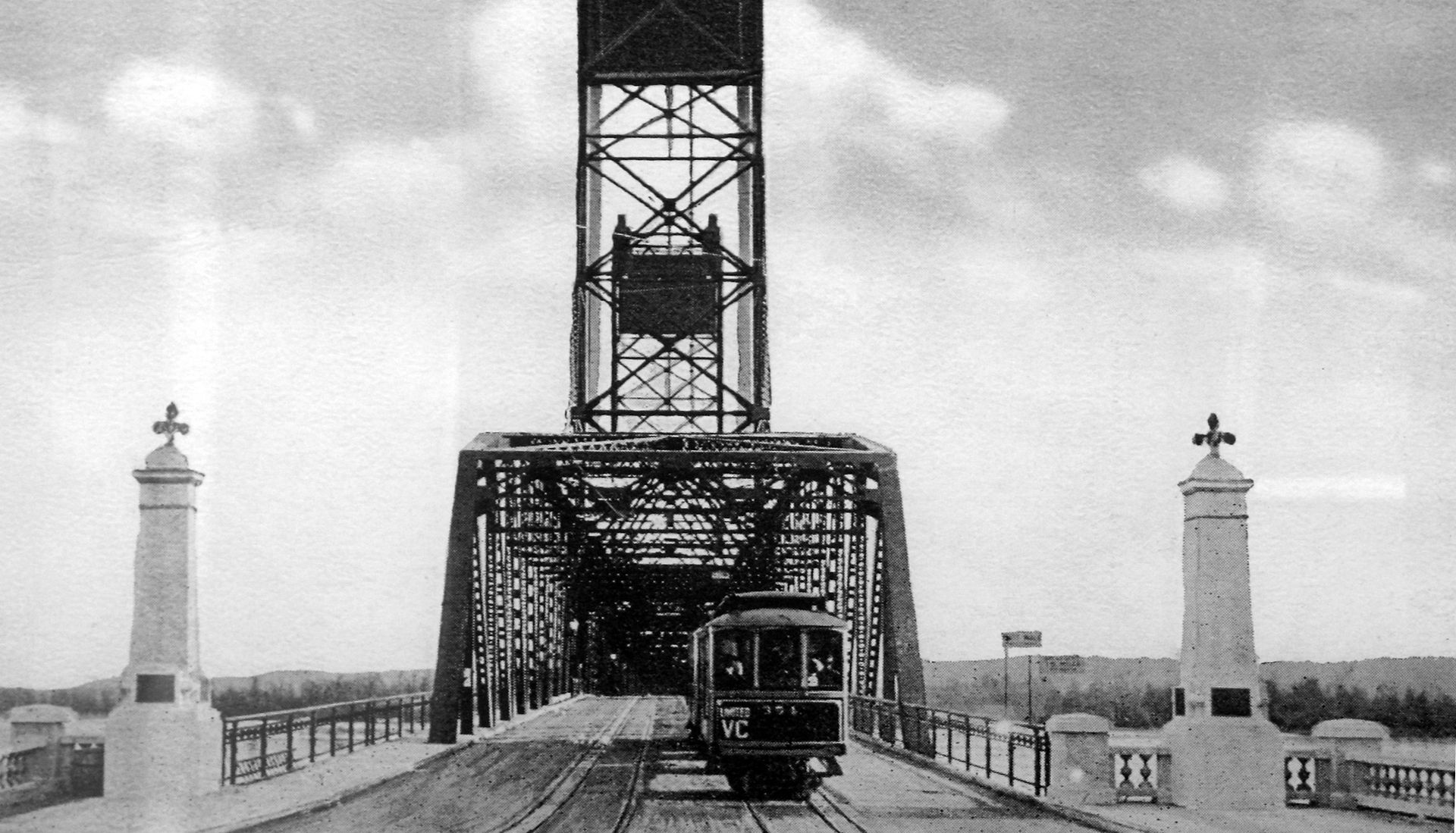
Un tranvía que comparte el puente interestatal [Washington-Oregon] con automóviles, la mayoría de ellos Ford Modelo T. Un rotulador fue colocado al pie del puente por las Hijas de la Revolución Americana con una inscripción del escritor inglés Thomas Babington Macaulay, que dice: “De todos los inventos, excepto el alfabeto y la imprenta, los inventos que acortan la distancia han hecho más por las civilizaciones de nuestra especie. Toda mejora de los medios de locomoción beneficia a la humanidad tanto moral como intelectualmente y materialmente, y no sólo facilita el intercambio de las diversas producciones de la naturaleza y el arte, sino que tiende a mover antipatías nacionales y provinciales, y a unir todas las ramas del mundo. gran familia humana ".

Los servicios ferroviarios de pasajeros solían operar entre Portland y Vancouver en el condado de Clark, Washington, cruzando el río Columbia. El primer servicio comenzó en abril de 1888, operando como una línea ficticia de vapor propiedad de Portland and Vancouver Railway Company llamada Vancouver Line. Inicialmente, sus vías iban desde la esquina de las calles First y Washington en el centro de Portland hasta Hayden Island, y los pasajeros con destino a Vancouver tenían que trasladarse a un ferry para continuar a través del río.  La línea se electrificó en 1892 después de que fue comprada por Portland Consolidated Street Railway.  El primer Puente Interestatal, que fue construido en 1917,  finalmente extendió las vías a través del río y reemplazó el servicio de ferry. El tranvía siguió funcionando como parte de Portland Railway, Light and Power Company hasta su cierre en septiembre de 1940. 
Desde entonces, se han hecho intentos para restaurar el servicio ferroviario al condado de Clark. Los planificadores consideraron la idea por primera vez en 1974, cuando TriMet propuso una línea de tren ligero al mismo tiempo que el grupo de trabajo del gobernador estudiaba opciones para asignar fondos de asistencia federal desviados del proyecto cancelado de Mount Hood Freeway. Luego, en 1984, un comité asesor biestatal revisó el concepto, imaginando 8.000 viajeros del condado de Clark para el año 2000. [56] Ambas propuestas fueron archivadas debido a problemas de viabilidad y falta de financiación.  Después de la derrota inicial de la Línea Sur / Norte, continuó la planificación de un segmento separado del Norte de Portland al Condado de Clark. Se llevaron a cabo nuevos estudios para evaluar la viabilidad de un puente o un túnel exclusivamente en tren ligero. [57] Otros estudios sugirieron un tren ligero en un tercer puente vehicular, una idea que se había considerado desde finales de la década de 1980 . Un estudio medioambiental publicado en febrero de 1998 para la tercera iteración de la Línea Sur / Norte incluyó una opción para un puente bajo con un tramo de elevación. Antes de la cancelación de la Línea Sur / Norte, se tomó la decisión de reservar la opción para una fase posterior. 
En 2004, Oregon y Washington se embarcaron en esfuerzos para reemplazar el envejecido Puente Interestatal, citando la integridad estructural en declive del puente y el empeoramiento de la congestión. Esto culminó en el proyecto Columbia River Crossing en 2008. El proyecto habría reemplazado el puente y extendido MAX más al norte desde el Expo Center a través de Hayden Island y cruzando el río Columbia hasta el centro de Vancouver y Clark College. Habría agregado siete nuevas estaciones a lo largo de 2.9 millas (4.7 km) de nueva vía. Los planificadores proyectaron que la extensión costaría más de $ 3,5 mil millones (equivalente a $ 3,94 mil millones en dólares de 2018).: 3 En junio de 2013, tres meses después de que la Legislatura de Oregon autorizara $ 450 millones en fondos estatales, el Senado del estado de Washington se negó a financiar compartir, los oponentes citan la inclusión del tren ligero como una razón común para rechazar la propuesta.  Los estados terminaron el proyecto en marzo de 2014. 
Con el tráfico vehicular que se espera que empeore entre Vancouver y Portland, [68] [69] una extensión del tren ligero en el condado de Clark sigue siendo parte del Plan de Transporte Regional 2018 de Metro para 2040. El plan asume un costo de $ 4.1 mil millones para todo el proyecto, de los cuales Se utilizarían $ 3,1 mil millones para reemplazar el Puente Interestatal, $ 80 millones para construir un segundo puente que conecta Hayden Island con Portland Expo Center, y $ 850 millones para el resto de la extensión. El Consejo de Transporte Regional del Suroeste de Washington también incluye el corredor del tren ligero en su propio plan 2040. 

## Ruta
La extensión Interstate MAX, que sirve exclusivamente la Línea Amarilla, tiene 5.8 millas (9.3 km) de largo.  Su terminal norte es la estación Expo Center, ubicada en el extremo este del estacionamiento del Portland Expo Center. Desde allí, la línea se dirige hacia el sur junto a North Expo Road. Antes de la estación Delta Park / Vanport, se eleva gradualmente al entrar en un viaducto de 1170 m (3850 pies) de largo, que cruza sobre North Victory Boulevard, North Interstate Avenue, Columbia Slough y North Columbia Boulevard antes de acercarse a un paso a nivel en North Argyle Street. Justo al sur de la estación Kenton / North Denver Avenue, las vías ingresan a la mediana de North Interstate Avenue y continúan hacia el sur hacia la estación Interstate / Rose Quarter en Rose Quarter. La línea se une a la alineación Eastside MAX en el extremo este del Puente de Acero, donde los trenes de la Línea Amarilla continúan a través del río Willamette y entran al centro de Portland por la rampa de Northwest Glisan Street. Una estrella al sur de Union Station divide las vías dobles para establecer el extremo norte del Portland Transit Mall en las avenidas 5 y 6. 
En el Portland Transit Mall, los trenes de la Línea Amarilla en dirección sur operan en la Línea Naranja con destino a Milwaukie en Union Station / Northwest 5th y Glisan station en 5th Avenue. Por el contrario, los trenes de la Línea Amarilla sirven el segmento de la 6th Avenue en dirección norte como continuaciones enrutadas de la Línea Naranja desde la estación PSU South / Southwest 6th y College Station junto con los trenes de la Línea Verde. Cerca de PSU Urban Center / Southwest 6th y la estación de Montgomery, las vías de MAX se cruzan con el tranvía de Portland, que tiene una parada en Southwest Mill Street. Entre Pioneer Courthouse y Pioneer Courthouse Square en Pioneer Courthouse / Southwest 6th station, la línea 6th Avenue MAX se cruza con las líneas MAX de este a oeste en las calles Yamhill y Morrison, lo que facilita una transferencia a las estaciones Pioneer Square South y Pioneer Square North. La línea continúa hacia el norte, ingresando al noroeste de Portland después de pasar West Burnside Street, y finalmente llega al extremo norte del centro comercial de tránsito en Union Station / Northwest 6th y la estación Hoyt.
Desde su apertura en 2004 hasta 2009, la Línea Amarilla siguió la alineación Eastside MAX desde el extremo este del Puente de Acero hasta las vías de la 11th Avenue en el centro de Portland, sirviendo las estaciones desde Old Town / Chinatown hasta Library y Galleria junto con las líneas Azul y Roja. trenes. Fue reencaminado al Portland Transit Mall en agosto de 2009 después de la adición del tren ligero a las avenidas 5th y 6th.

Un tren MAX Yellow Line en dirección sur por N. Interstate Avenue (Oregon Highway 99W) justo al sur de Lombard Street, pasando la tienda Fred Meyer allí. Este tren está compuesto por dos vagones de tren ligero TriMet "Tipo 4" (específicamente vagones 421 + 418), que son Siemens S70 fabricados en 2009. La Línea Amarilla se inauguró en 2004.

- Datos: Q6714624